# Томпсон, Мэтт (футболист)
Мэттью Томпсон (англ. Matthew Thompson; род. 18 августа 1982, Сидней, Новый Южный Уэльс, Австралия) — австралийский футболист выступающий на позициях центрального защитника и опорного полузащитника.

## Клубная карьера
Начинал свою карьеру в клубе «Макартур Рэмс» из Кемпбеллтауна в 1999 году. В том же году перешёл в клуб НСЛ «Парраматта Пауэр» в котором отыграл 5 сезонов и становился бронзовым и серебряным призёром. Всего за Пауэр провел 93 матча и забил 8 голов.
В последнем сезоне НСЛ участвовал в составе команды «Маркони Стэллионс». С сезона 2005/06 новообразованной А-Лиги выступал за «Ньюкасл Джетс», в сезоне 2009/10, согласно внутренним правилам клуба, как футболист отыгравший больше всех матчей за клуб, назначен капитаном. Всего за клуб провел 121 матч и забил 19 голов.
24 ноября 2009 года перешёл в новый клуб «Мельбурн Харт», вместе с Кристианом Саркисом став одними из первых приобретений клуба на сезон 2010/11. После окончания сезон 2011/12 покинул клуб вместе с капитаном Саймоном Колозимо, вратарём Клинтом Болтоном и бразильцем Фредом.
11 октября 2013 года подписывает контракт до конца сезона с «Сиднеем» как замена травмированному Питеру Триантису. Дебютировал за команду в первом раунде против своего бывшего клуба «Ньюкасл Джетс». По окончании сезона покинул клуб проведя 18 матчей и забив 1 гол.
В дальнейшем выступал за «Маркони Стэллионс» и тайский клуб «ПТТ Районг».
С 2015 года футболист клуба Северной премьер-лиги Нового Южного Уэльса «Мейтленд».

## Международная карьера
Дебютировал в составе Соккеруз 28 января 2009 года в матче против сборной Индонезии, всего в составе сборной появлялся 4 раза.

## Достижения
Командные
 «Ньюкасл Джетс»
- Чемпион Австралии — 2007/2008